# Stenocephalemys albipes
Stenocephalemys albipes (Rüppell, 1842) è un roditore della famiglia dei Muridi diffuso nell'Africa orientale.

## Descrizione

### Dimensioni
Roditore di medie dimensioni, con la lunghezza della testa e del corpo tra 107 e 171  mm, la lunghezza della coda tra 134 e 195 mm, la lunghezza del piede tra 25 e 32 mm, la lunghezza delle orecchie tra 17 e 30 mm e un peso fino a 79 g.

### Aspetto
La pelliccia è lunga, soffice e setosa. Le parti dorsali sono bruno sabbia, leggermente più scure lungo la spina dorsale, la base dei peli è grigio scura mentre le parti ventrali sono grigio chiare. La linea di demarcazione lungo i fianchi è netta. Gli occhi sono contornati da anelli nerastri. Le orecchie sono grandi, arrotondate, grigie e finemente ricoperte di piccoli peli. Le zampe anteriori sono piccole e grigio-brunastre. Le zampe posteriori sono bianche, con una caratteristica macchia scura sui metatarsi. La coda è più lunga della testa e del corpo, nera sopra, bianca sotto e leggermente ricoperta di piccoli peli. Le femmine hanno tre paia di mammelle pettorali e due paia inguinali. Il cariotipo è 2n=46 FN=58.

## Biologia

### Comportamento
È una specie terricola e notturna. Talvolta si arrampica sugli alberi vicino al suolo.

### Alimentazione
Si nutre di parti vegetali e frutta, particolarmente di Carissa edulis.

### Riproduzione
Si riproduce durante tutto l'anno. Danno alla luce 2-6 piccoli alla volta dopo una gestazione di 23 giorni.

## Distribuzione e habitat
Questa specie è diffusa sugli altopiani lungo i fianchi della Rift Valley etiope. Una popolazione disgiunta è presente lungo i confini con l'Eritrea.
Vive nelle foreste montane, arbusteti e campi agricoli limitrofi tra 800 e 3.300 metri di altitudine.

## Conservazione
La IUCN Red List, considerato il vasto areale e la popolazione numerosa, classifica S.albipes come specie a rischio minimo (Least Concern).